# Parroquia de Lafayette
La parroquia de Lafayette (en inglés: Lafayette Parish), fundada en 1823, es una de las 64 parroquias del estado estadounidense de Luisiana. En el año 2000 tenía una población de 190.503 habitantes con una densidad poblacional de 273 personas por km². La sede de la parroquia es Lafayette.

## Geografía
Según la Oficina del Censo, la parroquia tiene un área total de 700 km² (270,3 mi²), de la cual 699 km² (269,9 mi²) es tierra y 1 km² (0,4 mi²) (0.17%) es agua.

### Parroquias adyacentes
- Parroquia de St. Landry - norte
- Parroquia de St. Martin - este
- Parroquia de Iberia - sureste
- Parroquia de Vermilion - sur
- Parroquia de Acadia - oeste

## Carreteras
- Interestatal 10
- Interestatal 49
- U.S. Highway 90
- U.S. Highway 167
- Carretera Estatal de Luisiana 89
- Carretera Estatal de Luisiana 92
- Carretera Estatal de Luisiana 93
- Carretera Estatal de Luisiana 96

## Demografía
En el 2000 la renta per cápita promedia de la parroquia era de $36,518, y el ingreso promedio para una familia era de $45,158. En 2000 los hombres tenían un ingreso per cápita de $36,428 versus $22,751 para las mujeres. El ingreso per cápita para la parroquia era de $19,371. Alrededor del 15.70% de la población estaba bajo el umbral de pobreza nacional.

## Comunidades
- Broussard
- Carencro
- Duson
- Lafayette
- Scott
- Youngsville